# Libertad vigilada (programa de televisión)
Libertad vigilada era un reality show español emitido por Antena 3 y presentado por Toñi Moreno en el que siete chicos y siete chicas compiten por la independencia encerrados en una mansión donde son vigilados por cámaras. Al principio del programa dijeron que los que nominaban eran los internautas pero la verdad es que eran los padres, que los observaban sin ellos saberlo. De los nominados expuestos por los padres, ellos mismos decidían los expulsados.
Se programó los lunes a las 00.00, 00.30 o 01.00 -en horario irregular- en Antena 3. El programa empezó el 10 de julio de 2006  y terminó el 4 de septiembre de 2006.

## Argumento
Los 14 jóvenes fueron trasladados a la localidad de Corralejo (Fuerteventura).  Cada día debían superar pruebas y actividades como salidas a la playa y excursiones por la isla. Todos estos momentos de convivencia entre los concursantes, tanto dentro como fuera del hotel, son registradas por las cámaras durante 24 horas.
E local en el que habitaban contaba con piscina y sala chill out. Entre ellas se incluye La Palmera.
Los hijos creían que era el público el que nominaba. Sin embargo, cuando uno era expulsado se rencontraba con sus padres y le explicaban que eran éstos los que decidían.
La final se trasmitió en Antena 3 el 4 de septiembre de 2006. Los 4 finalistas dijeron en 30 s, cada uno porque merecerían ganar, igualmente hicieron los padres de los concursantes. La 4.ª finalista fue Lora, la 3.ª Olaya, a continuación Moro y Aitor se pusieron uno en cada lado de la presentadora y ganó Moro con un 65% de los votos y Aitor quedó 2.º con un 35% de los votos.

## Concursantes
| Concursantes          | Edad | Residente | Profesión                               | Galas nominado  | Clasificación  |
| Antonio Ruíz "Moro"   | 23   | Jaén      | Azafato y modelo                        | 5.ªa, 6.ªa      | Ganador        |
| Aitor Miranda         | 22   | Vizcaya   | Modelo y empleado de empresa telefónica | 3.ª, 7.ªa       | 2.º finalista  |
| Olaya Morla           | 22   | Barcelona | Estudiante de Derecho y camarera        | 6.ªb, 7.ªb      | 3.ª finalista  |
| Lora Galeva           | 21   | Madrid    | Estudiante, azafata y modelo            | 2.ª             | 4.ª finalista  |
| Steffany D'Alessandro | 19   | Madrid    | Azafata                                 | 4.ª, 5.ªb, 7.ªb | 10.ª eliminada |
| Isidoro Rodriguez     | 21   | Barcelona | Estudiante de MEF y monitor             | 7.ªa            | 9.º eliminado  |
| Esther Rabadán        | 21   | Madrid    | Peluquera                               | 6.ªb            | 8.ª eliminada  |
| Javier                | 20   | La Coruña | Estudiante y dependiente                | 6.ªa            | 7.º eliminado  |
| Sara                  | 20   | Málaga    | Estudiante de relaciones laborales      | 5.ªb            | 6.ª eliminada  |
| Aníbal Fernández      | 23   | Madrid    | Estudiante de arquitectura y modelo     | 5.ªa            | 5.º eliminado  |
| Cristina              | 22   | Cádiz     | Dependienta                             | 4.ª             | 4.ª eliminada  |
| Sergio Cascales       | 24   | Huelva    | Camarero y modelo                       | 1.ª, 3.ª        | 3.er eliminado |
| Ana Isabel            | 21   | Madrid    | Consejera de belleza                    | 2.ª             | 2.ª eliminada  |
| Antonio (Tete)        | 23   | Madrid    | Estudiante de Derecho                   | 1.ª             | 1.er eliminado |

### Nominaciones y expulsiones
| Antonio    | Salvado  | Exento    | Salvado   | Exento    | Nominado  | Exento    | Nominado  | Exento    | Salvado   | Exento    | GANADOR       |  |  |
| Aitor      | Salvado  | Exento    | Nominado  | Exento    | Salvado   | Exento    | Salvado   | Exento    | Nominado  | Exento    | 2.º Finalista |  |  |
| Olaya      | Exenta   | Salvada   | Exenta    | Salvada   | Exenta    | Salvada   | Exenta    | Nominada  | Exenta    | Nominada  | 3.ª Finalista |  |  |
| Lora       | Exenta   | Nominada  | Exenta    | Salvada   | Exenta    | Salvada   | Exenta    | Salvada   | Exenta    | Salvada   | 4.ª Finalista |  |  |
| Steffany   | Exenta   | Salvada   | Exenta    | Nominada  | Exenta    | Nominada  | Exenta    | Salvada   | Exenta    | Nominada  | Expulsada     |  |  |
| Isidoro    | Salvado  | Exento    | Salvado   | Exento    | Salvado   | Exento    | Salvado   | Exento    | Nominado  | Expulsado |               |  |  |
| Esther     | Exenta   | Salvada   | Exenta    | Salvada   | Exenta    | Salvada   | Exenta    | Nominada  | Expulsada |           |               |  |  |
| Javier     | Salvado  | Exento    | Salvado   | Exento    | Salvado   | Exento    | Nominado  | Expulsado |           |           |               |  |  |
| Sara       | Exenta   | Salvada   | Exenta    | Salvada   | Exenta    | Nominada  | Expulsada |           |           |           |               |  |  |
| Aníbal     | Salvado  | Exento    | Salvado   | Exento    | Nominado  | Expulsado |           |           |           |           |               |  |  |
| Cristina   | Exenta   | Salvada   | Exento    | Nominada  | Expulsada |           |           |           |           |           |               |  |  |
| Sergio     | Nominado | Exento    | Nominado  | Expulsado |           |           |           |           |           |           |               |  |  |
| Ana Isabel | Exenta   | Nominada  | Expulsada |           |           |           |           |           |           |           |               |  |  |
| Tete       | Nominado | Expulsado |           |           |           |           |           |           |           |           |               |  |  |

### Audiencias
| Fecha      | Características del Programa                        | Espectadores | Share |
| ---------- | --------------------------------------------------- | ------------ | ----- |
| 10/07/2006 | Gala 1 / Nominación Sergio y Tete                   | 950.000      | 24,2% |
| 17/07/2006 | Gala 2 / Eliminación de Teté                        | 1.544.000    | 28,5% |
| 24/07/2006 | Gala 3 / Eliminación de Ana Isabel                  | 1.317.000    | 18,8% |
| 31/07/2006 | Gala 4 / Eliminación de Sergio                      | 956.000      | 13,3% |
| 07/08/2006 | Gala 5 / Doble eliminación (Cristina y Aníbal)      | 773.000      | 19,7% |
| 14/08/2006 | Gala 6 / Doble eliminación (Sara y Javier)          | 470.000      | 11,2% |
| 21/08/2006 | Gala 7 / Doble eliminación (Esther e Isidoro)       | 543.000      | 20,0% |
| 28/08/2006 | Gala 8 (Semifinal) / Nominación de Steffany y Olaya | 423.000      | 15,9% |
| 04/09/2006 | Gala 9 (Final) / Ganador: Antonio                   | 621.000      | 9,9%  |
| TOTAL      | TOTAL                                               | 844.000      | 17,9% |